# Манисарус
Ка́й Маниса́рус Карду́ни (старокурдск. 𐭊𐭩𐭍 𐭌𐭀𐭍𐭔𐭅𐭔𐭉 𐭌𐭀𐭓𐭅𐭅𐭉 𐭐𐭅𐭓𐭀𐭍𐭉, лат.: Kāy Manišahr-e Kurdānī) — царь Кордуенского царства, правивший в 90—115 годах н. э.

## Происхождение
Манисарус Кардуни происходил из аристократической ветви курдского племени Кардухов, — воинственного племени, которые занимали холмистую местность вдоль верхнего Тигра, недалеко от границ Ассирии и Мидии, в современном западном Курдистане.

## Завоевания
Кай Манисарус взял под свой контроль части Армении и Месопотамии во времена правления римского императора Траяна. 

## Переход на сторону Рима
Когда парфянский царь объявил войну Кордуене, то Кай Манисарус Кардуни перешел на сторону римлян. Манисарус подал прошение Траяну, предлагая ему территорию, отобранную у сторонников Хосроя Парфянского, в обмен на его поддержку (предложение, очевидно, было принято). 

## Примечание
1. 1 2 3 4  Michał Marciak. Sophene, Gordyene, and Adiabene: Three Regna Minora of Northern Mesopotamia Between East and West. — BRILL, 2017-07-31. — 597 с. — ISBN 978-90-04-35072-4.
2. ↑  Revue des études arméniennes, vol.21, 1988-1989, p.281, By Société des études armeniennes, Fundação Calouste Gulbenkian, Published by Imprimerie nationale, P. Geuthner, 1989.
3. ↑  James Phillips Fletcher. Notes from Nineveh, and Travels in Mesopotamia, Assyria, and Syria. — Lea and Blanchard, 1850. — С. 215. — 440 с. Архивировано 12 декабря 2021 года.
4. ↑  Генрих Хантингдонский. История Англов / Перевод с латинского, вступительная статья,
примечания, библиография и указатели С. Г. Мереминского. — М.: Университет Дмитрия Пожарского, 2015. — С. 75. Архивировано 14 марта 2023 года.
5. ↑  Encyclopaedia Iranica. CARDUCHI (амер. англ.). iranicaonline.org. Дата обращения: 12 декабря 2021. Архивировано 10 апреля 2010 года.